# Pontchâteau
Pontchâteau è un comune francese di 9 775 abitanti situato nel dipartimento della Loira Atlantica nella regione dei Paesi della Loira.

## Società

### Evoluzione demografica
Abitanti censiti